# Dude Ranch
Dude Ranch — другий студійний альбом американського поп-панк гурта Blink 182. Вийшов на лейблі Cargo Music/MCA Records 17 червня 1997 року. Це останній альбом гурту з барабанщиком Скоттом Рейнором.
Два сингла з альбому «Dammit» та «Josie» зробили гурт дуже популярним. Наклад альбому склав більше мільйона копій і він отримав платиновий статус за версією RIAA. 12 січня 2010 року альбом перевиданий на вініловій платівці на незалежному лейблі Mightier Than Sword.

## Список пісень
Автор музики і слів Blink 182. 
| Dude Ranch | Dude Ranch      | Dude Ranch         | Dude Ranch |
| #          | Назва           | {{{extra_column}}} | Тривалість |
| ---------- | --------------- | ------------------ | ---------- |
| 1.         | «Pathetic»      |                    | 2:28       |
| 2.         | «Voyeur»        |                    | 2:43       |
| 3.         | «Dammit»        |                    | 2:45       |
| 4.         | «Boring»        |                    | 1:41       |
| 5.         | «Dick Lips»     |                    | 2:57       |
| 6.         | «Waggy»         |                    | 3:16       |
| 7.         | «Enthused»      |                    | 2:48       |
| 8.         | «Untitled»      |                    | 2:46       |
| 9.         | «Apple Shampoo» |                    | 2:52       |
| 10.        | «Emo»           |                    | 2:50       |
| 11.        | «Josie»         | Hoppus             | 3:19       |
| 12.        | «A New Hope»    |                    | 3:45       |
| 13.        | «Degenerate»    |                    | 2:28       |
| 14.        | «Lemmings»      |                    | 2:38       |
| 15.        | «I'm Sorry»     |                    | 5:37       |
| 44:53      |                 |                    |            |

| Японська версія альбому | Японська версія альбому | Японська версія альбому |
| #                       | Назва                   | Тривалість              |
| ----------------------- | ----------------------- | ----------------------- |
| 16.                     | «Dog Lapping»           | 1:55                    |

- Слід зазначити, що треки 1, 3, 5, 7, 10, 11, та 13 вперше з'явились на демо-касеті Buddha.

## Учасники
- Марк Гоппус — вокал, гітара
- Том ДеЛонг — вокал, гітара
- Скотт Рейнор — ударні

## Чарти
| Чарт (1997—2002)                             | Найвища позиція |
| -------------------------------------------- | --------------- |
| Австралія Australian Albums (ARIA)           | 25              |
| Шотландія Scottish Albums (OCC)              | 88              |
| Велика Британія UK Albums (OCC)              | 100             |
| Велика Британія UK Rock & Metal Albums (OCC) | 16              |
| США Billboard 200                            | 67              |
| США Top Heatseekers Albums (Billboard)       | 1               |

| Чарт (1998)              | Позиція |
| ------------------------ | ------- |
| Australian Albums (ARIA) | 46      |
| US Billboard 200         | 156     |

| Чарт (2002)                                     | Позиція |
| ----------------------------------------------- | ------- |
| Canadian Alternative Albums (Nielsen SoundScan) | 183     |
| Canadian Metal Albums (Nielsen SoundScan)       | 93      |

## Сертифікації
| Регіон                                                                                          | Сертифікація  | Продажі   |
| ----------------------------------------------------------------------------------------------- | ------------- | --------- |
| Австралія (ARIA)                                                                                | Платиновий    | 70 000^   |
| Канада (Music Canada)                                                                           | 2× Платиновий | 200 000^  |
| Велика Британія (BPI)                                                                           | Золотий       | 100 000*  |
| США (RIAA)                                                                                      | Платиновий    | 1,100,000 |
| *продажі, що базуються лише на сертифікаціях ^відвантаження, що базуються лише на сертифікаціях |               |           |

## Цікаві факти
- Рання версія пісні «Enthused» є на мініальбомі Wasting Time — 1995 Australian Tour EP
- Пісня «A New Hope» є посиланням на перший епізод Зоряних Війн
- Пісня «Dick Lips» розповідає про те, як Том ДеЛонг з'явився на шкільній баскетбольній грі на підпитку і за це був виключений зі школи.